# آرفيند إيثان ديفيد
آرفيند إيثان ديفيد هو منتج أفلام ماليزي، ولد في 21 فبراير 1975 في ماليزيا.

## وصلات خارجية
- آرفيند إيثان ديفيد على موقع IMDb (الإنجليزية)